# Національне бюро економічних досліджень (США)
"Національне бюро економічних досліджень (англ. National Bureau of Economic Research, NBER) — американська приватна некомерційна дослідницька організація з проведення і поширення між державними політиками, бізнес-професіоналами і науковим співтовариством об'єктивних знань з економічних досліджень.
NBER є найбільшою економічною науково-дослідницькою організацією США. Серед її членів багато американських лауреатів Нобелівської премії в галузі економічних наук:
| - Саймон Кузнець 1971 - Василь Леонтьєв 1973 - Мілтон Фрідман 1976 - Теодор Шульц 1979 - Джордж Стіглер 1982 - Гері Беккер 1992 - Роберт Фогель 1993 - Роберт Лукас 1995 - Майрон Шоулз 1997 - Роберт Кархарт 1997 | - Деніел Макфадден 2000 - Джеймс Хекман 2000 - Джордж Акерлоф 2001 - Джозеф Стігліц 2001 - Роберт Фрай Енґл 2003 - Фінн Кідланд 2004 - Едвард Прескотт 2004 - Пол Кругман 2008 - Дейл Мортенсен 2010 - Пітер Даймонд 2010 | - Томас Сарджент 2011 - Крістофер Сімс 2011 - Роберт Шиллер 2013 |

## Історія
NBER була заснована в 1920 році. Його першим економістом-співробітником, директором досліджень, і одним з його засновників був американський економіст Уеслі Мітчелл. Його замінив Малкольм К. Рорті в 1922 році.
Російсько-американський економіст Саймон Кузнєць та студент Мітчелла працювали в НБЕД, коли уряд США найняв його на роботу, щоб контролювати виробництво перших офіційних оцінок національного доходу, опублікованих в 1934 році.
На початку 1940-х рр., Кузнєць Працював з оцінюванням та підрахунками ВНП та іншими пов'язаними з цим показниками економічної діяльності. НБЕД в даний час знаходиться в Кембриджі, штат Массачусетс, з філією в Нью-Йорку.

## Дослідження
Дослідницька діяльність НБЕД в основному визначається 20 робочими програмами. Дослідницькі програми: ціноутворення, поведінковий / макрос, ринки капіталу та економіка, корпоративні фінанси, розвиток американської економіки, економіка освіти, економічні коливання та зростання, енергетика та навколишнє середовище, охорона здоров'я, економіка охорони здоров'я, промислова організація, Міжнародна фінансова і макроекономіка, міжнародна торгівля та інвестиції, трудові дослідження, право та економіка, валютна економіка, політична економія, продуктивність та економіка.